# دبورا باباشوف
دبورا باباشوف (به انگلیسی: Deborah Babashoff) (زادهٔ ۱۹۷۰) شناگر اهل ایالات متحده آمریکا است.